# 三好鉄生
三貴 哲成（みよし てっせい、1951年11月30日 - ）は、日本の歌手、俳優。北海道赤平市出身。本名は三好 鐡夫。旧芸名は 三好 鉄生（読みは同じ）。

## 来歴・人物
炭鉱夫一家の4人兄弟の末子として育つ。中学卒業後に上京。北海道へ戻って赤平炭鉱で炭鉱夫として働いた後、神奈川県相模原市へ移住。仕事の合間にバンド活動を行い、1979年のオーディションで強い個性と歌唱力が認められ、プロ歌手となる。1982年3月、アルファレコードより自作の「アイ・ラヴ・ユーこの街」でデビューした。同年8月発売の2ndシングル「涙をふいて」が中外製薬のドリンク剤『新グロモント』のCMソングに採用されヒットした。1987年にサントリー生ビールのCMソング「すごい男の唄」(CMに使用されていたのは柳ジョージによる歌唱)がスマッシュヒットした。
前述の「アイ・ラヴ・ユーこの街」が主題歌に使われたTBS系テレビドラマ『人間万事塞翁が丙午』で俳優デビューした。ビートたけし主演のTBS『刑事ヨロシク』で同僚の田所刑事を演じているほか、刑事ドラマ『西部警察PART III』などに出演した。

## ディスコグラフィー

### シングル
| 枚                                                   | 発売日                         | タイトル                       | c/w                             | 規格品番                       |
| アルファレコード 三好鉄生 名義                       | アルファレコード 三好鉄生 名義 | アルファレコード 三好鉄生 名義 | アルファレコード 三好鉄生 名義  | アルファレコード 三好鉄生 名義 |
| ---------------------------------------------------- | ------------------------------ | ------------------------------ | ------------------------------- | ------------------------------ |
| 1st                                                  | 1982年3月21日                  | アイ・ラヴ・ユーこの街         | Thank You, Baby                 | ALR-753                        |
| 2nd                                                  | 1982年8月5日                   | 涙をふいて                     | どうやらここまで                | ALR-758                        |
| 3rd                                                  | 1983年1月                      | 夕陽に向かって                 | ベイビー・キャロル              | ALR-762                        |
| 4th                                                  | 1983年6月                      | ロマンチックやな               | いつか心に                      | ALR-765                        |
| 5th                                                  | 1983年8月                      | 素敵だね                       | マイホームタウン                | ALR-767                        |
| RCA / RVC 三好鉄生 名義                              |                                |                                |                                 |                                |
| 6th                                                  | 1984年8月5日                   | 裏町マリア                     | ヒーロー/Holding Out For A Hero | RHS-161                        |
| クラウンレコード 三好鉄生 名義                       |                                |                                |                                 |                                |
| 7th                                                  | 1987年7月10日                  | すごい男の唄                   | オンリー・イエスタデイ          | CWA-430                        |
| 7th                                                  | 1991年5月21日                  | すごい男の唄                   | オンリー・イエスタデイ          | CRDN-75                        |
| 8th                                                  | 1988年9月21日                  | 泣かないで泣かないで           | 娘の運動会〜9月のそよ風〜       | CWA-482                        |
| 8th                                                  | 1988年9月21日                  | 泣かないで泣かないで           | 娘の運動会〜9月のそよ風〜       | ZVS-6                          |
| 8th                                                  | 1991年11月21日                 | 泣かないで泣かないで           | 十五年目の少年                  | CRDN-113                       |
| 9th                                                  | 1989年7月21日                  | サンライズサンセット           | 69〜Guitar Boy'69〜             | CWA-532                        |
| 9th                                                  | 1989年7月21日                  | サンライズサンセット           | 69〜Guitar Boy'69〜             | ZVS-11                         |
| 10th                                                 | 1989年12月16日                 | 男心の子守唄                   | ぺしゃんこにされても            | ZVS-12                         |
| 11th                                                 | 1990年5月21日                  | 男たちのバラード               | IPPATSU                         | CRDN-16                        |
| 11th                                                 | 1990年9月21日                  | ぐでんぐでん                   | ふるさと                        | CRDN-29                        |
| 12th                                                 | 1993年5月21日                  | 娘の運動会〜9月のそよ風〜      | 初恋                            | CRDN-184                       |
| 13th                                                 | 1996年10月23日                 | 涙のラーメン                   | 遠い約束                        | CRDN-353                       |
| SUR RECORDS みよしてっせい 名義                      |                                |                                |                                 |                                |
| 14th                                                 | 2005年4月1日                   | 明日は晴れるや                 | 東京を歩こう                    | SUR-001                        |
| Sony Music Direct / GT music 三貴哲成(三好鉄生) 名義 |                                |                                |                                 |                                |
| 15th                                                 | 2017年1月11日                  | 輓馬GO BANG!                   | 涙をふいて                      | MHCL-2671                      |
| フリーボード 三貴哲成 名義                           |                                |                                |                                 |                                |
| 16th                                                 | 2019年10月23日予定             | 願いが叶う                     | 愛があるから                    | FBCM-238                       |

### アルバム

#### オリジナル・アルバム
| 枚                             | 発売日                         | タイトル                       | 規格品番                       |
| アルファレコード 三好鉄生 名義 | アルファレコード 三好鉄生 名義 | アルファレコード 三好鉄生 名義 | アルファレコード 三好鉄生 名義 |
| ------------------------------ | ------------------------------ | ------------------------------ | ------------------------------ |
| 1st                            | 1982年3月21日                  | Tessei                         | ALR-28034                      |
| 2nd                            | 1982年12月                     | Tessei2                        | ALR-28046                      |
| RCA / RVC 三好鉄生 名義        |                                |                                |                                |
| 3rd                            | 1984年10月                     | HUMAN VOICE                    | RAL-8820                       |
| クラウンレコード 三好鉄生 名義 |                                |                                |                                |
| 4th                            | 1990年7月21日                  | 少年のままで                   | CRCN-20005                     |
| 5th                            | 1991年5月21日                  | 男だから…                      | CRCN-20020                     |
| 5th                            | 1995年5月21日                  | 男だから…                      | CRCN-109                       |

#### ベスト・アルバム
| 枚                                                   | 発売日                                 | タイトル                                             | 規格品番                               |
| クラウンレコード / PANAM 三好鉄生 名義               | クラウンレコード / PANAM 三好鉄生 名義 | クラウンレコード / PANAM 三好鉄生 名義               | クラウンレコード / PANAM 三好鉄生 名義 |
| ---------------------------------------------------- | -------------------------------------- | ---------------------------------------------------- | -------------------------------------- |
| 1st                                                  | 2001年2月21日                          | 三好鉄生ベストセレクション／すごい男の唄・涙をふいて | CRCP-20265                             |
| Sony Music Direct / GT music 三貴哲成(三好鉄生) 名義 |                                        |                                                      |                                        |
| 2nd                                                  | 2017年2月8日                           | GOLDEN☆BEST 三貴哲成(三好鉄生)                       | MHCL-30442                             |
| クラウンレコード 三好鉄生 名義                       |                                        |                                                      |                                        |
| 3rd                                                  | 2017年3月29日                          | 三好鉄生 BEST                                        | CRCN-20425                             |

### タイアップ一覧
| 楽曲                   | タイアップ                                      | 時期   | 収録作品                           |
| ---------------------- | ----------------------------------------------- | ------ | ---------------------------------- |
| アイ・ラヴ・ユーこの街 | TBS系『人間万事塞翁が丙午』主題歌               | 1982年 | シングル「アイ・ラヴ・ユーこの街」 |
| 涙をふいて             | 中外製薬（現・レック）『新グロモント』CMソング  | 1982年 | シングル「涙をふいて」             |
| ロマンチック'やな      | 中外製薬（現・レック）『新グロモント』CMソング  | 1983年 | シングル「ロマンチック'やな」      |
| 素敵だね               | キリン ライトビール イメージソング              | 1983年 | シングル「素敵だね」               |
| 裏町マリア             | TBS系『ビートたけしの学問ノススメ』挿入歌       | 1984年 | シングル「裏町マリア」             |
| すごい男の唄           | '87サントリー生ビールCMソング・カバーバージョン | 1987年 | シングル「すごい男の唄」           |
| サンライズサンセット   | 飛島建設企業イメージCM曲                        | 1989年 | シングル「サンライズサンセット」   |
| 男心の子守唄           | ハウス食品「うまいっしょ」CFソング              | 1989年 | シングル「男心の子守唄」           |
| 男たちのバラード       | テレビ東京系『あばれ八州御用旅』主題歌          | 1990年 | シングル「男たちのバラード」       |
| 泣かないで泣かないで   | 本格麦焼酎『玄海』CMソング                      | 1991年 | シングル「泣かないで泣かないで」   |
| 輓馬GO BANG!           | NHK『ラジオ深夜便』「深夜便のうた」（1月〜3月） | 2017年 | シングル「輓馬GO BANG!」           |

## 出演

### テレビドラマ
- TBS系『人間万事塞翁が丙午』（1982年、俳優デビュー作。主題歌「アイ・ラヴ・ユーこの街」も三好による）
- TBS系『刑事ヨロシク』（1982年） - 田所刑事 役
- テレビ朝日系『西部警察PART III』（1984年10月14日）第67話「真夜中のゲーム」 - 星野良一 役
- NTV系『瑠璃色ゼネレーション』（1984年）
- TBS系『東中学3年5組』（1984年） - 体育担当教師 役
- TBS系『水曜ドラマスペシャル』「女コロンボ危機一髪!」（1985年7月17日）
- KTV系『影の軍団 幕末編』（1985年）第9話「哀しき宿命女戦士たち」
- テレビ朝日系『土曜ワイド劇場』「日時計館の美女 江戸川乱歩の屋根裏の散歩者」（1988年5月14日）-岩谷弥平(不動産業)役
- NTV系『火曜サスペンス劇場』「森村誠一の怒りの樹精」（1992年1月21日） - 竹井 役
- NHK BS2『夢見た夢子』（1994年9月30日）

### テレビ番組
- 『ミッドナイトin六本木』 ※不定期出演

### CM
- 中外製薬 『新グロモント』 ※三好がCMソング「涙をふいて」を歌唱するシーンがメインで、ラストの三好による「がんばりまっしゅ!」の台詞も有名。
- キリンビール『キリンライトビール』 ※藤竜也、金田賢一と共演。

### ラジオ番組
- 茨城放送 『三好鉄生の鉄生・音・座・Rock』（2007年10月 - 2008年3月、毎週水曜日21:30 - 22:00） ※三好自身の選曲による、内外のロックの紹介番組